# Epsilon
Epsilon (grekiska έψιλον épsilon) (versal: Ε, gemen: ε) är den femte bokstaven i det grekiska alfabetet och den hade i det joniska talbeteckningssystemet siffervärdet 5. Epsilon motsvaras av E, e i det latinska alfabetet och Е, е i det kyrilliska alfabetet.
Inom matematik används epsilon speciellt i så kallade epsilon-delta-bevis där de betecknar ett godtyckligt positivt reellt tal. De används också för att beteckna "små" positiva tal.
Inom Fysik används ε för att beteckna permittivitetstal och dielektricitetskonstant.
Epsilon (gement ε) används inom Mikroekonomi som en beteckning för priselasticitet. 
Inom hållfasthetsläran betecknar ε sann töjning.

## Unicode
|   | decimalt | hexadecimalt | HTML      |
| - | -------- | ------------ | --------- |
| ε | 949      | 3B5          | &epsilon; |
| Ε | 917      | 395          | &Epsilon; |